# Camargský kůň
Camargští koně jsou velmi odolní bělouši nevelkého vzrůstu. Žijí ve slaných bažinách na jihu Francie, kde se živí tvrdými travinami a rákosem. Koně žijí polodivoce, jejich stáda se nazývají manady. Kůň camargský představuje jednoho z asi 200 různých plemen koní a poníků. Ačkoliv se camargský kůň řadí mezi pravé koně, dosahuje jeho výška zřídka 1,42 m, a měl by tedy spíše patřit k poníkům.

## Historie plemene
Camargští koně pochází z delty řeky Rhôny, z oblasti Camargue. Pravděpodobně zde žijí již od pravěku, jejich kresby (17 000 let staré) byly nalezeny v jeskyních Lascaux a Niaux. V době stěhování národů se křížili s mongolskými, asijskými a berberskými koňmi. Plemeno bylo uznáno až roku 1968.

## Charakteristika plemene
Toto plemeno je poměrně primitivní, má těžkou hlavu, krátký krk a strmé plece, ale také dobře stavěné nohy se širokými kopyty, která se vůbec nemusí kovat. Měří většinou kolem 142 cm, dospívají velmi pozdě (5-7let), ale jsou dlouhověcí. Co se chodů týká, je toto plemeno velmi pohodlné ve cvalu, krok má dlouhý s vysokou akcí kolen, ale krátký a nepohodlný klus.

## Využití
Camargský kůň je stále nezbytný pro francouzské pastevce černých býků, kteří se nazývají gardiani. K jejich vybavení patří 11 m dlouhé laso z koňských žíní (používá se v ohradě) a trojzubec (používá se v terénu), používají zvláštní sedla a postroje (například klecové třmeny). Velké využití má i pro koridu.

## Životní prostředí
Domovinou těchto divoce žijících koní jsou vlhké oblasti a slané naplaveniny v deltě řeky Rhôny v jižní Francii. Plemeno se dnes vyskytuje výlučně v kraji Camargue. Předpokládá se, že tito koně jsou přímými potomky prehistorických koní, kteří v těchto končinách žili.

## Způsob obživy
Kůň je výlučně býložravec a jeho potrava se skládá z rozličných travin a bylin. Chrup koní je proto zcela přizpůsoben přijímání rostlinné potravy. V přední části horní i dolní čelisti má po šesti řezácích, kterými uškubává traviny nebo části rostlin. Kouše pomocí premolárů neboli třenových zubů a molárů čili stoliček, které vyrůstají v zadní části čelisti. Camargští koně se až 22 hodin denně toulají po kraji a při chůzi se neustále pasou.

## Camargský kůň a člověk
Místní obyvatelé používali camargské plemeno jako pasteveckého a jezdeckého koně. Pravidelně každý rok se koná třídění camargských koní. Smysl této akce spočívá ve vyhledávání narozených hříbat, která jsou chycena a označena vypálením znamení (výžehu) se znakem a iniciálami majitelů jejich rodného stáda.

## Důležité znaky

### Rozmnožování
Pohlavní dospělost u klisny je v 18. měsíci, u hřebce v 1.–2. roce. Období rozmnožování je na jaře, samice je březí 11–13 měsíců. Většinou se rodí jediné hříbě, které zpravidla zůstává u matky po dobu několika měsíců, kdy se o něj matka neúnavně stará.

### Způsob života
Camargský kůň žije ve stádech neboli manadách, které se volně pohybují po krajině. V těchto skupinách je vůdčí hřebec, který vyhání mladé hřebečky coby nastávající konkurenci. Tito hřebci se spojují do malých skupin, jakýchsi „mládežnických klubů“, v nichž žijí až do doby, kdy dospějí a jsou schopni si vydobýt vlastní stádo klisen. Při těchto náruživých divokých soubojích jsou hlavními zbraněmi hřebců kopyta a zuby.
Živí se především travou, ale také bylinami a listím. Jejich hlasové projevy přecházejí od tichého řehtání až po pronikavé hýkání. Délka života je 20–25 let.

### Příbuzná plemena
Na území Francie žijí ještě dvě další původní polodivoká plemena koní. Kůň mérenský pochází z kraje na východních svazích pyrenejí podél řeky Ariége a svérázný pony Potiok z Baskicka.